# ساموئل دبلیو. دانا
ساموئل دبلیو. دانا (به انگلیسی: Samuel W. Dana) سناتور سابق عضو حزب فدرالیست (آمریکا) بود. وی در سال ۱۸۱۰ تا ۱۸۲۱ میلادی سناتور ایالت کنتیکت در سنای ایالات متحده آمریکا بود.